# Hada ochrostigma
Hada ochrostigma là một loài bướm đêm trong họ Noctuidae.